# From The Bottom 2 The Top
From The Bottom 2 The Top – ósmy studyjny album amerykańskiego rapera Coolio. Został wydany 16 lutego, 2009 roku.

## Lista utworów
Opracowano na podstawie źródła.
1. "Change vs. Ennio Morricone" (03:43)
2. "I Will" feat. 6'9" & Headliner (04:19)
3. "From the Bottom 2 the Top" feat. Goast, A.I. (05:07)
4. "Hotel C." (05:58)
5. "Lady vs. Beat Nouveau" feat. Storm Lee (03:27)
6. "Boyfriend" feat. A.I. (03:35)
7. "Destinesya vs. Ives Larock" feat. Sam Obernick (03:16)
8. "Cruis Off" (04:58)
9. "Motivation" feat. A.I. (04:29)
10. "Stimulate" feat. Miss Cash (03:17)
11. "She Loves Me" (04:11)
12. "I Know That U Love Me" (3:39)
13. "Change (Cyberpunkers Remix)" (5:24)
14. "Gangsta Walk" (3:52)